# Xbox (консоль)
Xbox — це гральна консоль шостого покоління та перша в серії консолей Xbox, що випускаються компанією Microsoft. Вона вийшла 15 листопада 2001 року в Північній Америці, а потім в Австралії, Європі та Японії в 2002 році. Це був перший вихід Microsoft на ринок гральних консолей. Консоль конкурувала з Sony PlayStation 2 та Nintendo GameCube. Це була також перша консоль, вироблена американською компанією, з часу Atari Jaguar, яка перестала випускатися в 1996 році.
Анонсована в 2000 році, Xbox мала потужну графіку, у порівнянні зі своїми суперниками, містила процесор Intel Pentium III 733 МГц, який вбудовується в стандартний ПК. Xbox за своїм розміром і вагою схожа на ПК, і була першою консоллю, яка мала вбудований жорсткий диск. У листопаді 2002 року Microsoft запустила Xbox Live — платний онлайн-сервіс, який дозволив користувачам завантажувати новий контент і встановлювати зв'язок з іншими гравцями через широкосмугове з'єднання. На відміну від інших онлайн-сервісів від Sega і Sony, Xbox Live підтримує оригінальний консольний дизайн через інтегрований порт Ethernet. Ця послуга дала Microsoft перевагу в онлайн-іграх і допомогла Xbox стати релевантним конкурентом для інших консолей шостого покоління. Популярність таких блокбастерів, як Halo 2, сприяла популярності онлайнових консольних ігор, зокрема шутерів від першої особи. Незважаючи на це, консоль перебуває на другому місці за продажами, більше ніж Nintendo GameCube і Sega Dreamcast, але набагато менше ніж Sony PlayStation 2.
Спадкоємець Xbox — Xbox 360, вийшла в листопаді 2005 року. Незабаром виробництво Xbox було припинено, починаючи з найгіршого ринку Microsoft в Японії, у 2005 році. В інших країнах це відбулося в 2006 році. Останньою грою для Xbox в Європі стала Xiaolin Showdown, випущена в червні 2007 року, а остання гра в Північній Америці була Madden NFL 09, випущена в серпні 2008 року. Підтримка Xbox була припинена 2 березня 2009 року. Підтримка Xbox Live на консолі закінчилися 15 квітня 2010 року.

## Історія

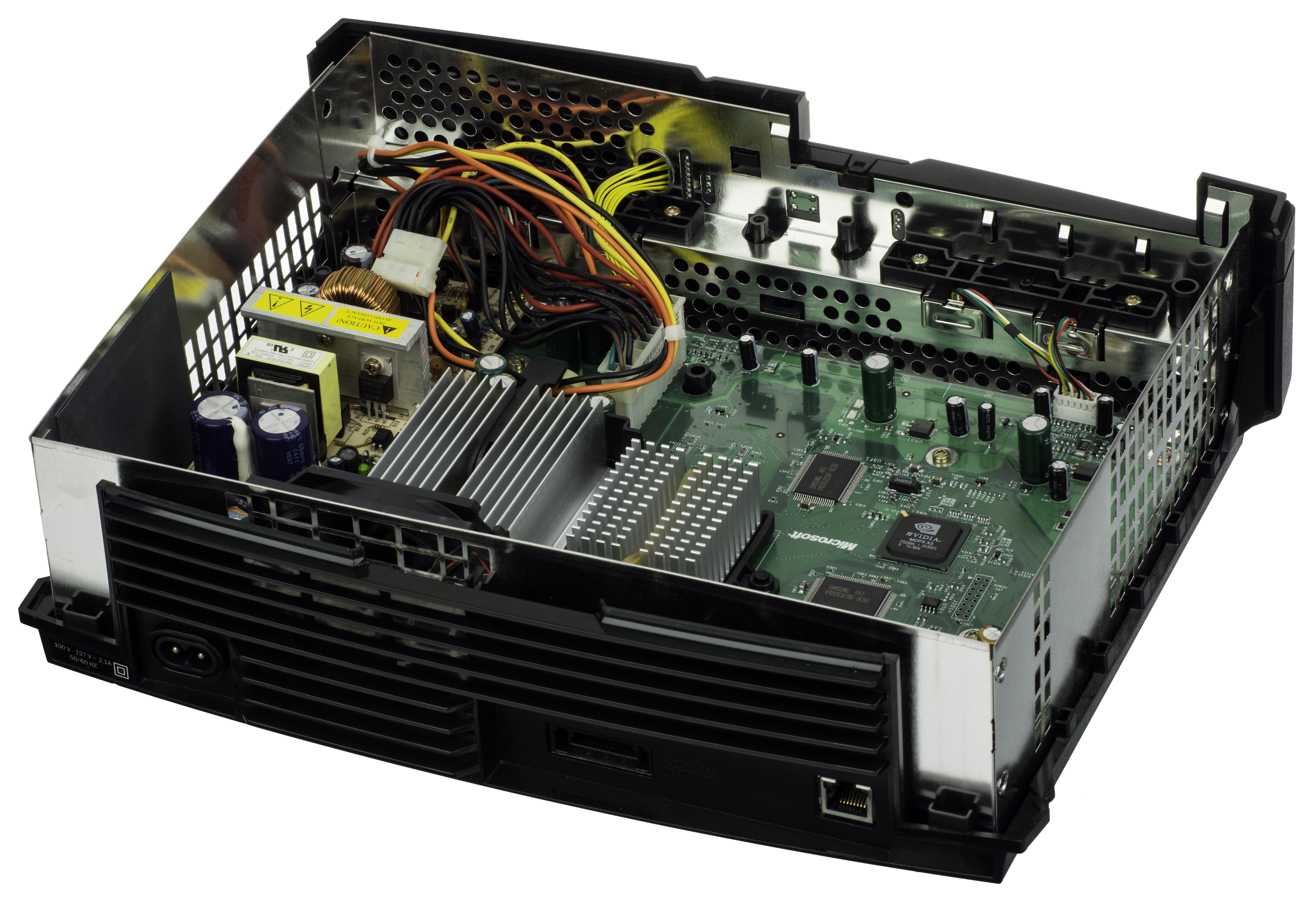
Влаштування Xbox, що поєднує риси влаштування ПК і гральних консолей свого часу

Початково пристрій задумувався як ігровий комп'ютер, а не гральна консоль. Розробка почалася з того, що в 1999 році четверо інженерів з команди DirectX від Microsoft, Кевін Бахус, Шеймус Блеклі, Тед Хасе і лідер команди DirectX Отто Беркеш, провели мозковий штурм з метою придумати як зробити ПК повноцінною гральною платформою. Таким чином команда сподівалася створити альтернативу майбутній Sony PlayStation 2. Результатом стала ідея про персональний комп'ютер під керуванням Microsoft Windows з характеристиками консолі: швидким завантаженням ігор і простим керуванням. Підрозділ Microsoft, який займався розробкою клавіатур і мишок, почав роботу над контролером, а графічний чип було доручено розробити Nvidia. Для створення прототипу було використано деталі кількох ноутбуків Dell. Команду підтримав Ед Фріс, лідер ігрової індустрії Microsoft того часу.
Згодом ідея комп'ютера трансформувалася в ідею гральної консолі. Проте було прийнято рішення наділити її з жорстким диском, як в ПК, та підключенням до Інтернету. Приставка отримала робочу назву DirectX Box, яка скоротилася до Xbox.
Після наради 14 лютого 2000 року, зібраної Біллом Гейтсом, проект Xbox отримав схвалення. Приставку було презентовано в рамках конференції GDC 2000, де обіцялася наявність жорсткого диска і кабельне підключення до інтернету. В червні того ж року Microsoft купила студію Bungie за 30 млн доларів. Перед студією поставиться завдання зробити розроблювану гру Halo з екшену від третьої особи для ПК шутером від першої особи для Xbox. 5 січня 2001 року Білл Гейтс представив дизайн консолі й контролера в рамках Consumer Electronics Show.

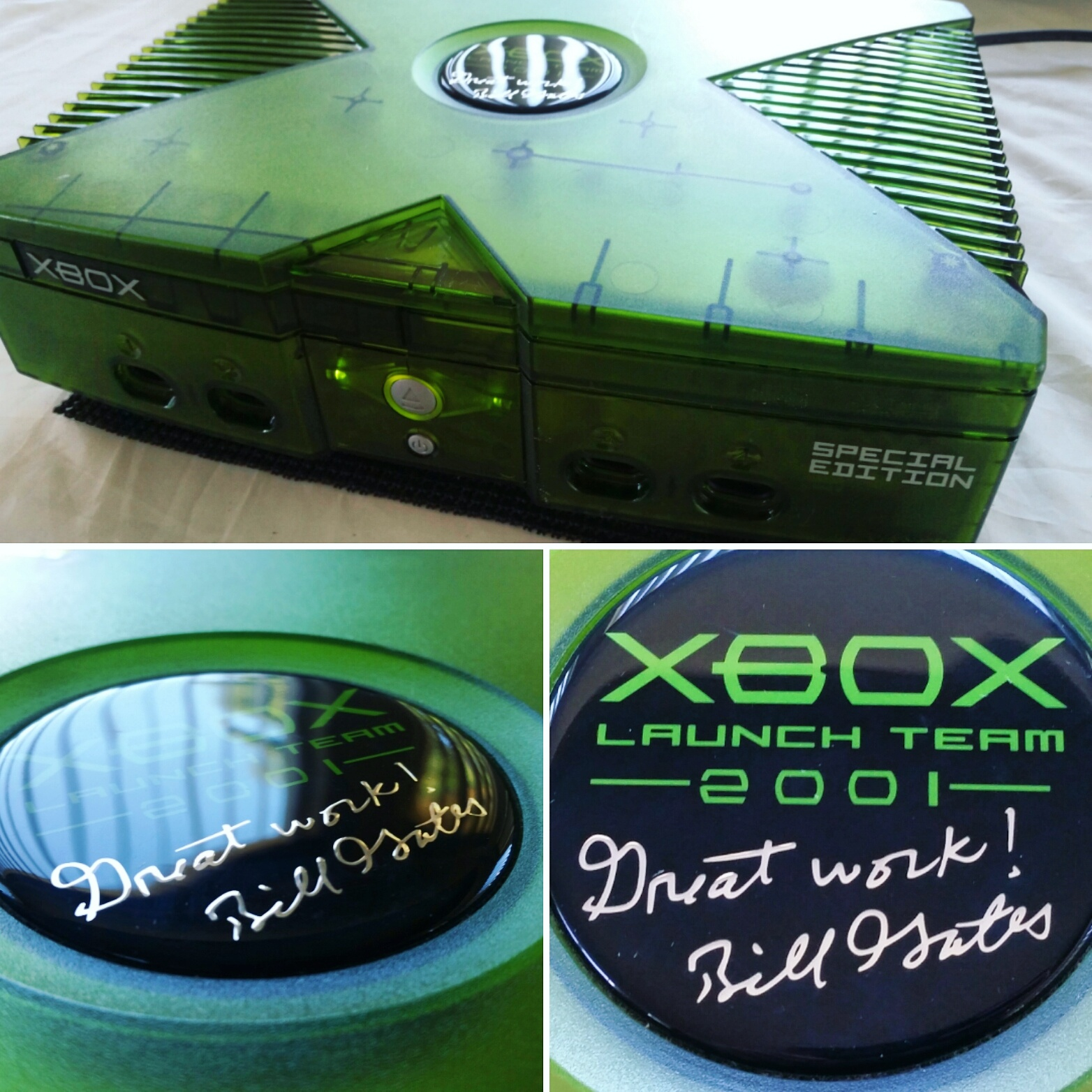
Спеціальне видання Xbox, присвячене дню старту продажів консолі

На виставці E3 2001 відбулася чергова демонстрація Xbox, проте через технічні неполадки ввімкнути консоль не вдалося. На демонстраційних стендах демонструвалися приставки зі спрощеною конфігурацією, через що деякі ігри працювали повільно. Xbox вмить стала посміховиськом. Проте Microsoft все ж анонсувала, що приставка надійде в продаж у США 15 листопада 2001 року за ціною 299 доларів.
Вказаного дня продажі Xbox почалися в найбільшому магазині «Toys 'R Us» на Таймс-сквер. Головною грою консолі стала Halo: Combat Evolved і, попри колишні сумніви щодо консолі, швидко принесла їй популярність. Головний герой гри Майстер Чіф став символом Xbox. На січень 2002 року було продано пів мільйона консолей, завдяки чому Microsoft закріпилася на ринку домашніх гральних консолей Північної Америки. Проте продажі PlayStation 2 на той час уже склали 20 млн пристроїв, а Xbox, як виявилося, продавалася за заниженою ціною. Собівартість консолі становила $425 при ціні в магазинах у $299. Виникла поширена думка, що Microsoft стане повноцінним конкурентом Sony тільки за наступного покоління консолей. Отож уже через півтора місяця після запуску Xbox частина команди Microsoft почала працювати над новою консоллю. Microsoft вирішила, що нову консоль необхідно забезпечити запасом потужності на кілька років і підтримкою HD-відео. Запустити її планувалося в 2005 році: до цього часу на ринку з'явиться достатньо HD-телевізорів, а збитки від першої Xbox ще не стануть критичними.
У травні 2002 року відбувся анонс сервісу Xbox LIVE на E3 2002. До січня 2004 доступ до Xbox LIVE відкрився в 14-и європейських країнах і налічував 750 тисяч передплатників. Гра Halo 2 у тому році стала найбільш продаваною грою в історії Xbox і принесла Microsoft 125 мільйонів доларів у перший же день продажів. Вона на два роки стала лідером Xbox LIVE, що стало однією з причин введення зворотної сумісності з наступною Xbox 360. 3 грудня 2004 Microsoft запустила Xbox LIVE Arcade — сервіс з невеликими й простими завантажуваними іграми. Він дозволив невеликим незалежним студіям створювати і продавати ігри для Xbox.
У серпні 2005 року NVidia зупинила виробництво графічного чипа для Xbox, і це означало закінчення виробництва Xbox і перехід до випуску нової консолі. Наступна ігрова система під назвою Xbox 360 надійшла в продаж 22 листопада 2005 року, маючи графічний чип ATI. Xbox 360 було оснащено знімним жорстким диском і підтримкою частини бібліотеки ігор для Xbox за допомогою емуляції. Емулятор періодично оновлюється з метою поліпшення сумісності зі старими іграми і доступний для безкоштовного завантаження через сервіс Xbox Live або як файл на сайті Xbox для запису на CD/DVD. Оскільки архітектура Xbox і Xbox 360 — абсолютно різна, емуляція є єдиним способом збереження сумісності. В 2005 виробництво першої Xbox почало згортатися і остаточно припинилося в 2006. Загалом було продано 24 млн приставок. Тільки 30 червня 2008 Microsoft підтвердила, що Xbox нарешті стала приносити компанії прибуток.

## Дизайн

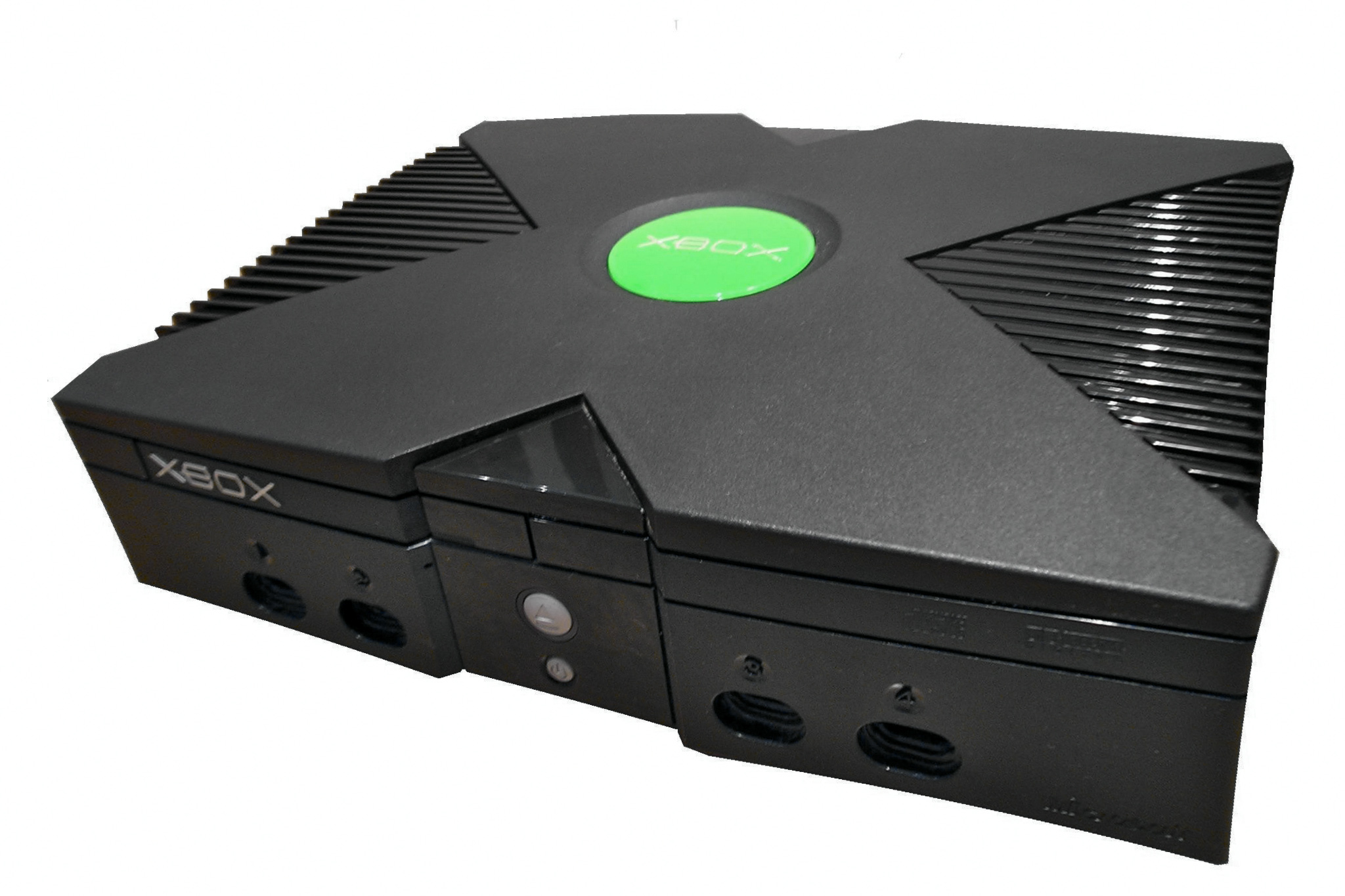
Xbox, вигляд спереду

### Технічні характеристики
Xbox має форму прямокутної коробки з великою буквою X зверху. Розміри складають 324 × 265 × 90 мм, маса — 3,86 кг. 
Xbox побудований на базі стандартного апаратного забезпечення для ПК і є значно більшим і важчим за своїх ровесників. Це головним чином зумовлено громіздким DVD-ROM-приводом із висувним лотком та жорстким диском стандартного розміру 3,5 дюйма. Xbox також став новатором у сфері безпеки, наприклад, використавши кабелі з роз'ємами, що від'єднуються, для геймпадів, щоб запобігти падінню консолі з поверхні, на якій вона розташована.
Консоль обладнана центральним процесором Intel Pentium III з тактовою частотою в 733 МГц та має 133 МГц 64-бітну шину GTL+ (FSB) з пропускною здатністю 1,06 ГБ/с, і графічним процесором nVIDIA NV2A (X-Chip) з частотою 233 МГц. Центральний процесор заснований на 32-бітній архітектурі й виконаний на 180-нм техпроцесі. Система оснащена 64 МБ уніфікованої DDR SDRAM з пропускною здатністю 6,4 ГБ/с, з яких 1,06 ГБ/с використовує ЦП, а решта 5,34 ГБ/с розподіляється між іншими компонентами системи. Приставка підтримує роздільність до 1920×1080 пікселів. Аудіопроцесор NVIDIA «MCPX» підтримує 64 канали 3D звуку. Місткість жорсткого диска складає 8 ГБ. 
Для читання дисків призначений 2×—5× швидкісний DVD-привід, а карта пам'яті на 8 Мб забезпечує перенесення збережень ігор з однієї приставки на іншу. Приставка обладнана мережевою картою, яка дозволяє виходити в Інтернет і користуватися мережею Microsoft Xbox Live.

### Геймпад

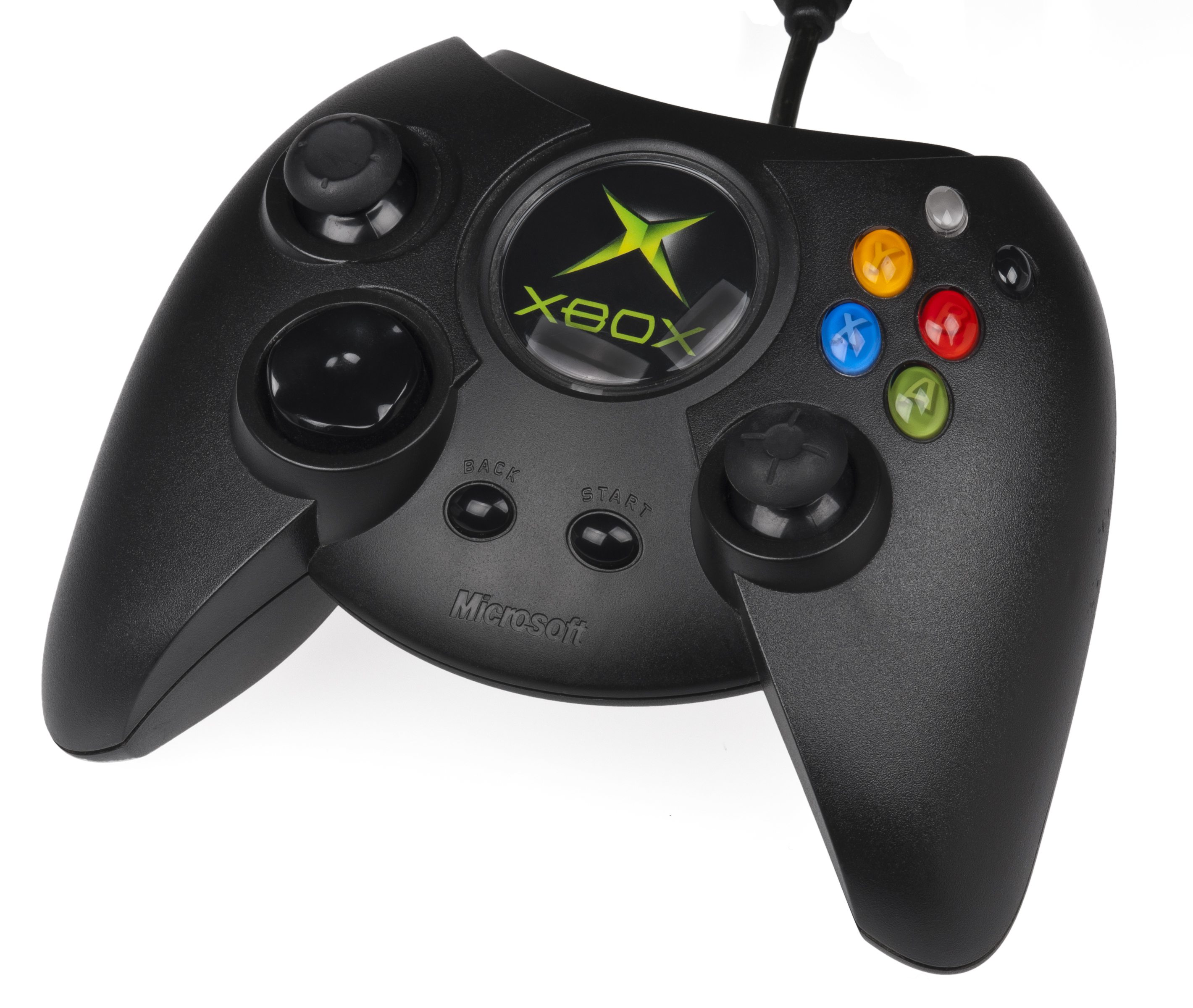
Оригінальний контролер Duke

Xbox має 4 слоти для геймпадів, куди можуть підключатися також і різні аксесуари. Геймпад під назвою Duke спроектований так, щоб в будь-який момент легко перемкнутися з одного типу управління на інше, а всі елементи управління були однаково доступні, проте досить громіздкий, порівняно з контролерами інших консолей. Праворуч розташовані 6 кнопок, позначених буквами A, B, X, Y, і ще 2 кнопки — Біла і Чорна. Між хрестовиною і правою аналоговою ручкою розміщені кнопки Back і Start. На тильній стороні геймпада знаходяться два порти USB, до яких можна підключати карти пам'яті та інші пристрої. На зміну Duke згодом прийшов менший Controller S.

## Прошивка
Прошивка ігрової приставки Xbox, відома як Xbox OS, є сильно зміненою Windows 2000. Вона оптимізована перш за все для відеоігор, а також має обмеження, які не дають використовувати приставку як ПК. Використовувана файлова система — FATX. Під час адаптації до ігрової приставки в Windows 2000 було змінено 90 % коду, (зокрема, в частині, що відповідає за роботу з файловими системами), тому операційну систему цієї ігрової приставки не можна назвати такою, що належить до лінійки Microsoft Windows.
Інтерфейс системи має назву Xbox Dashboard. Сервіс Xbox Live дає можливість грати в онлайн-ігри і завантажувати на жорсткий диск різноманітний контент. Користувач може програвати завантажену музику під час ігор.

## Додаткові можливості
Консоль Xbox може використовуватися як мультимедійний пристрій. Користувач може копіювати композиції з Audio-CD на вбудований жорсткий диск консолі. Також консоль може програвати DVD-диски, але для цього потрібен DVD Movie Playback Kit, який є пультом дистанційного керування та електронним ключем. Виробник кожного DVD-плеєра повинен був платити відрахування з кожного пристрою для можливості відтворювати медіаконтент з DVD-носіїв, тому Microsoft вирішила продавати набір окремо, щоб не включати вартість ліцензійних відрахувань до всієї консолі.

## Ігри
Для Xbox випущено 1045 відеоігор. З них 54 продалися накладом понад мільйон копій, ставши найуспішнішими для цієї консолі:
- Halo 2
- Halo: Combat Evolved
- Tom Clancy's Splinter Cell
- The Elder Scrolls III: Morrowind
- Fable
- Rockstar Games Double Pack: Grand Theft Auto III & Grand Theft Auto Vice City
- Need for Speed: Underground 2
- Star Wars: Knights of the Old Republic
- Project Gotham Racing
- Project Gotham Racing (японські тижневі розпродажі)
- Grand Theft Auto: San Andreas
- Madden NFL 06
- Dead or Alive 3
- Tom Clancy's Ghost Recon
- Star Wars: Battlefront
- Madden NFL 2005
- Need for Speed: Underground
- PGR: Project Gotham Racing 2
- ESPN NFL 2K5
- Tom Clancy's Rainbow Six 3
- Medal of Honor: Frontline
- Tom Clancy's Splinter Cell: Pandora Tomorrow
- Spider-Man: The Movie
- True Crime: Streets of LA
- Star Wars Knights of the Old Republic II: The Sith Lords
- Tom Clancy's Ghost Recon 2
- The Simpsons: Hit & Run
- Doom 3
- Burnout 3: Takedown
- Tony Hawk's Underground
- Star Wars Episode III: Revenge of the Sith
- Ninja Gaiden
- Crash Bandicoot: The Wrath of Cortex
- Max Payne
- Fuzion Frenzy
- Call of Duty: Finest Hour
- Enter the Matrix
- Hitman 2: Silent Assassin
- Medal of Honor: Rising Sun
- LEGO Star Wars: The Video Game
- The Lord of the Rings: The Return of the King
- MechAssault
- Tom Clancy's Rainbow Six 3: Black Arrow
- Call Of Duty 2: Big Red One
- Spider-Man 2
- Counter-Strike
- Tom Clancy's Splinter Cell: Chaos Theory
- Madden NFL 2004
- The Simpsons: Road Rage
- Forza Motorsport
- Need for Speed: Most Wanted
- Madden NFL 07
- SoulCalibur II

## Скандали
- У 2002 році у Великій Британії Незалежна Телевізійна Комісія (independent Television Commission, itc) заборонила до показу рекламний ролик Xbox після того, як ряд людей публічно висловили думку, що ролик здається їм неприємним. У ньому була показана мати, що дає життя дитині, з виглядом через вікно лікарні, потім дитина стрімко росте, доти, доки її не кладуть у вириту могилу. Ролик закінчується слоганом «Життя коротке. Грай більше». Скарги надійшли від декількох матерів, що недавно народили, включаючи одну жінку, чия дитина була мертвонародженою.